# Marge (groupe autonome)
Pour les articles homonymes, voir Marge.
Marge est un groupe anarchiste fondé à Paris en 1974 par Jacques Lesage de La Haye.

## Éléments historiques
Marge édite le journal du même nom et cherche à rassembler l'ensemble des marginaux : anciens prisonniers, délinquants, prostituées, travestis, homosexuels, psychiatrisés, squatters, toxicomanes… À partir de 1977, Marge se réclame de l'« Autonomie désirante ». Des personnalités comme Daniel Guérin, Grisélidis Réal ou Serge Livrozet donnent des articles au journal, sans toutefois militer dans le groupe.
En 1978, le groupe se rapproche de militants comme Bob Nadoulek ayant quitté Camarades, et publie alors la revue Matin d'un Blues.
Marge, qui a compté jusqu'à soixante-dix militantes et militants, s'autodissout en 1979. Selon Jacques Lesage de La Haye, la dissolution a été décidée parce que « à la fin c’était devenu un club de consommation cannabique et donc il y avait plus du tout de luttes ».
Des personnalités comme Walter Jones, qui s'est suicidé au début des années 1980,, et sa femme Christiane « Grisoune » Willaredt, morte du sida en 1999, ont milité dans le mouvement.